# Патриарх Лиссабона
Патриарх Лиссабона — один из пяти епископов Римско-католической церкви латинского обряда, носящих титул патриарха, более характерного для Восточных церквей (православия и восточнокатолических церквей). Другими являются Патриарх Венеции, Патриарх Иерусалима, Патриарх Восточной Индии и Патриарх Западной Индии.
22 октября 1716 года папа римский Климент XI (в благодарность за поддержку в войне с турками) издал буллу «In Supremo Apostolatus Solio», в которой давал настоятелю церкви Королевского дворца митрополичий ранг (чья епархия охватывала западный Лиссабон, а также четыре подчиненных епархии) и титул «Патриарх» (старый архиепископ Лиссабона оставался владыкой восточной части города).
Это странное положение, когда в одном городе имеются две митрополии, было закончено 13 декабря 1740 года, когда архиепархией Лиссабона было поручено управлять Патриархату (хотя две кафедральные церкви существовали до 1843 года). Патриархи Лиссабона могут использовать в своём гербе трёхкоронную тиару (правда, без ключей, как у Папы римского), что выделяет их из числа других латинских патриархов.

## Патриархи Лиссабона
- кардинал Томаш де Алмейда (7 декабря 1716 — 27 февраля 1754);
- кардинал Жозе Мануэл да Камара де Аталая (10 марта 1754 — 9 июля 1758);
- кардинал Франсишку де Салданья да Гама (28 мая 1759 — 1 ноября 1776);
  - вакантно (1776—1779);
- кардинал Фернанду де Соуза-и-Силва (1 марта 1779 — 11 апреля 1786);
- кардинал Жозе Франсишку Мигел Антониу де Мендонса Валдерейш (10 марта 1788 — 11 февраля 1808);
  - вакантно (1808—1819);
- кардинал Карлуш да Кунья-и-Менезеш (23 августа 1819 — 14 декабря 1825);
- кардинал Патрисиу да Силва (13 марта 1826 — 3 января 1840);
  - вакантно (1840—1843);
- кардинал Франсишку де Сан-Луиш Сарайва (3 апреля 1843 — 7 мая 1845);
- кардинал Гильерме Энрикеш де Карвалью (24 ноября 1845 — 15 ноября 1857);
- кардинал Мануэл Бенту Родригеш да Силва (18 марта 1858 — 26 сентября 1869);
- кардинал Игнасиу ду Нашсименту де Мораиш Кардозу (25 апреля 1871 — 23 февраля 1883);
- кардинал Жозе Себаштьян де Алмейда Нету (9 августа 1883 — ноябрь 1907);
- кардинал Антониу Мендеш Беллу (19 декабря 1907 — 5 августа 1929);
- кардинал Мануэл Гонсалвиш Сережейра (18 ноября 1929 — 10 мая 1971);
- кардинал Антониу Рибейру (10 мая 1971 — 24 марта 1998);
- кардинал Жозе да Круш Поликарпу (24 марта 1998 — 18 мая 2013);
- кардинал Мануэл Жозе Макариу ду Нашсименту Клементи (18 мая 2013 — 10 августа 2023);
- патриарх Руй Мануэл Соуза Валериу (10 августа 2023 — по настоящее время).